# Ben Shelton
Ben Shelton (* 9. Oktober 2002 in Atlanta, Georgia) ist ein US-amerikanischer Tennisspieler.

## Persönliches
Ben Shelton kommt aus einer Tennisfamilie. Sein Vater Bryan Shelton ist der Cheftrainer der Tennis-Universitätsmannschaft der University of Florida und ehemaliger Profispieler (Karrierehoch Platz 55). Seine Mutter Lista Witsken Shelton war erfolgreiche Jugendspielerin, sein Onkel Todd Witsken kam bis auf Rang 43 der Tennisweltrangliste.

## Karriere
Shelton begann erst mit 12 Jahren Tennis zu spielen und wurde von seinem Vater trainiert. Auf den Rat seines Vaters hin verzichtete er darauf internationale Turniere der ITF Junior Tour zu spielen und konzentrierte sich vielmehr auf die nationale Konkurrenz in den USA. Seine beste nationale Notierung der unter 18-Jährigen war Platz 3. Durch die wenigen Juniorturniere, die Shelton auf der Junior Tour spielte, kam er dort nur bis auf Platz 306.
2020 begann Shelton ein Studium an der University of Florida, wo er auch College Tennis spielte. Mit seiner Hochschule wurde er 2021 Mannschaftssieger. 2022 wurde mit einem Sieg über August Holmgren Sieger der NCAA Division I Tennis Championships 2022. Damit stieg er auf Platz 1 des ITA Rankings und wurde zum Spieler der Saison gewählt.
Während des Studiums überzeugte Shelton ab 2021 auch bei Profiturnieren, an denen er gelegentlich teilnahm. Er konnte seinen ersten Titel auf der drittklassigen ITF Future Tour Mitte 2021 erringen. Auch beim höher dotierten Challenger in Champaign gewann er zwei Matches gegen weit über ihm platzierte Spieler. Ende 2021 stand er kurz vor dem Eintritt in die Top 500 der Weltrangliste. 2022 gelang Shelton in Little Rock das Halbfinale eines Challengers zu erreichen, wenig später in Rome zog er mit nur einem Satzverlust ins Endspiel ein, das er gegen Wu Yibing verlor. Shelton machte weiter Plätze gut und stieg bis auf Rang 323. Ein Halbfinale in Indianapolis und ein Finaleinzug in Chicago und Tiburon folgten. Im August 2022 entschied sich Shelton für eine Karriere als Tennisspieler und verließ die Hochschule zwei Jahre vor dem Abschluss.
Durch die Erfolge bei Challengers bekam er in den USA Wildcards für Turniere der ATP Tour – so erstmals im Juli in Atlanta, wo er gegen Ramkumar Ramanathan seinen ersten Sieg auf diesem Niveau verbuchen konnte. Für eine Sensation sorgte Shelton beim Masters in Cincinnati, als er nicht nur Lorenzo Sonego, sondern auch die Nummer 5 der Welt, Casper Ruud, glatt in zwei Sätzen schlug. Im Achtelfinale unterlag er Cameron Norrie. Bei seiner Grand-Slam-Premiere bei den US Open, bei denen er im Einzel und Doppel eine Wildcard erhielt, unterlag er in der ersten Runde Nuno Borges in fünf Sätzen. Im Doppel gewann er an der Seite von Christopher Eubanks ein Match und schied in Runde 2 aus. Im Einzel befand er sich Mitte Oktober mit Rang 158 auf seinem Karrierehoch, während er im Doppel Anfang Oktober schon einmal kurz in den Top 300 stand.
Ben Shelton gewann seinen ersten ATP-Tour-Titel im Oktober 2023, als er den Russen Aslan Karazew in Tokio mit 7:5, 6:1 besiegte. Seinen zweiten Titel gewann Shelton im April 2024 in Houston mit einem Dreisatzsieg über Frances Tiafoe.
Im August 2025 gewann er mit dem Kanada Masters seinen ersten Masters-1000-Titel nach einem 6:7, 6:4, 7:6-Sieg über Karen Chatschanow.

## Erfolge
| Legende (Anzahl der Siege) |
| Grand Slam                 |
| ATP Finals                 |
| ATP Tour Masters 1000 (1)  |
| ATP Tour 500 (1)           |
| ATP Tour 250 (1)           |
| ATP Challenger Tour (3)    |

| Titel nach Belag |
| Hartplatz (2)    |
| Sand (1)         |
| Rasen (0)        |

### Einzel

#### Turniersiege

##### ATP Tour
| Nr. | Datum            | Turnier | Belag     | Finalgegner       | Ergebnis        |
| --- | ---------------- | ------- | --------- | ----------------- | --------------- |
| 1.  | 22. Oktober 2023 | Tokio   | Hartplatz | Aslan Karazew     | 7:5, 6:1        |
| 2.  | 7. April 2024    | Houston | Sand      | Frances Tiafoe    | 7:5, 4:6, 6:3   |
| 3.  | 8. August 2025   | Toronto | Hartplatz | Karen Chatschanow | 6:75, 6:4, 7:63 |

##### ATP Challenger Tour
| Nr. | Datum             | Turnier         | Belag         | Finalgegner         | Ergebnis       |
| --- | ----------------- | --------------- | ------------- | ------------------- | -------------- |
| 1.  | 6. November 2022  | Charlottesville | Hartplatz (i) | Christopher Eubanks | 7:64, 7:5      |
| 2.  | 13. November 2022 | Knoxville       | Hartplatz (i) | Christopher Eubanks | 6:3, 1:6, 7:64 |
| 3.  | 20. November 2022 | Champaign       | Hartplatz (i) | Aleksandar Vukic    | 0:6, 6:3, 6:2  |

#### Finalteilnahmen
| Nr. | Datum            | Turnier | Belag         | Finalgegner                | Ergebnis  |
| --- | ---------------- | ------- | ------------- | -------------------------- | --------- |
| 1.  | 27. Oktober 2024 | Basel   | Hartplatz (i) | Giovanni Mpetshi Perricard | 4:6, 6:74 |
| 2.  | 20. April 2025   | München | Sand          | Alexander Zverev           | 2:6, 4:6  |

### Doppel

#### Finalteilnahmen
| Nr. | Datum          | Turnier    | Belag     | Partner            | Finalgegner                    | Ergebnis          |
| --- | -------------- | ---------- | --------- | ------------------ | ------------------------------ | ----------------- |
| 1.  | 6. August 2023 | Washington | Hartplatz | Mackenzie McDonald | Máximo González Andrés Molteni | 7:64, 2:6, [6:10] |

## Abschneiden bei Grand-Slam-Turnieren

### Einzel
| Turnier         | 2021 | 2022 | 2023 | 2024 | 2025 | Karriere |
| --------------- | ---- | ---- | ---- | ---- | ---- | -------- |
| Australian Open | —    | —    | VF   | 3    | HF   | HF       |
| French Open     | —    | —    | 1    | 3    | AF   | AF       |
| Wimbledon       | —    | —    | 2    | AF   | VF   | VF       |
| US Open         | Q2   | 1    | HF   | 3    |      | HF       |

Zeichenerklärung: S = Turniersieg; F, HF, VF, AF = Einzug ins Finale / Halbfinale / Viertelfinale / Achtelfinale; 1, 2, 3 = Ausscheiden in der 1. / 2. / 3. Hauptrunde; Q1, Q2, Q3 = Ausscheiden in der 1. / 2. / 3. Qualifikationsrunde; nicht ausgetragen